# 체리 eQ7
체리 eQ7(영어: Chery qQ7, 중국어: 舒享家)은 배터리식 전기 소형 크로스오버 SUV로 2023년부터 체리 자동차에서 생산하고 있다. 기본적으로 eQ5의 페이스리프트 모델이며, 전면부와 후면 범퍼만 재설계되었고 크기는 대부분 동일하다.

## 개요

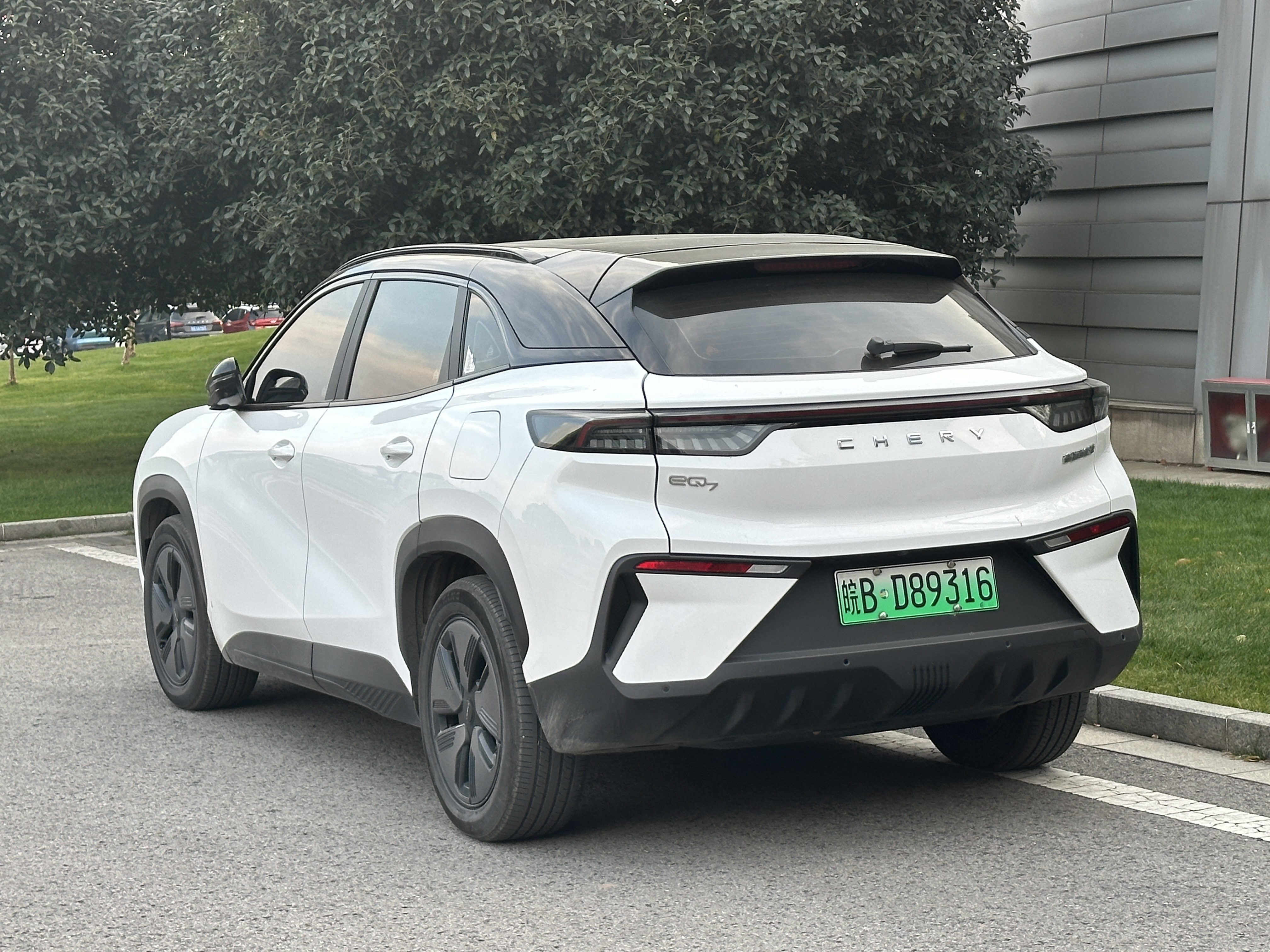
체리 eQ7 후면

체리 eQ7은 각각 135kW 및 155kW의 전력과 225N·m 및 285N·m의 토크를 생성하는 전기 모터로 구동된다. 최고 속도는 180km/h이고 0-100km/h 가속은 8초가 걸린다. CLTC 전기 주행 범위는 53.87kWh 및 67.12kWh 배터리를 각각 장착한 모델의 경우 412km 및 512km이다.